# Azatrephes discalis
Azatrephes discalis là một loài bướm đêm thuộc phân họ Arctiinae, họ Erebidae.